# Luzienwasser
Luzienwasser (auch Luciuswasser, Eau de Luce, Aqua luce, Aqua lucia, Aqua lucii, Aqua luciae) ist ein Mitte des 18. Jahrhunderts in Frankreich wahrscheinlich von dem Apotheker Ducallon aus Paris entwickeltes Riechwasser. Die Bezeichnung Luzienwasser geht auf einen aus Lille stammenden Apotheker namens Luce zurück, der als Erster die Rezeptur öffentlich machte.

## Zusammensetzung
Es handelt sich um ein Gemisch, das hauptsächlich aus Alkohol und Salmiakgeist besteht, dem einige Tropfen gereinigtes Bernsteinöl und Seife beigegeben wurden. Die Flüssigkeit erhielt hierdurch ein milchig-weißes Aussehen. Das in pharmazeutischen Handbüchern des 18. und 19. Jahrhunderts angegebene Mischungsverhältnis reicht von 24 Teilen Alkohol, 8 Teilen Salmiakgeist und 1 Teil Bernsteinöl bis hin zu Rezepturen, in denen das Gemisch ganz überwiegend aus Salmiakgeist besteht.

## Verwendung
Luzienwasser wurde noch bis in das 20. Jahrhundert in erster Linie als Hausmittel bei Ohnmachten angewendet. Hierzu wurde ein geöffnetes Fläschchen mit Luzienwasser dem Betroffenen direkt unter die Nase gehalten, so dass die stark riechenden flüchtigen Bestandteile der Substanz in die Atemwege gelangten. Bei Insektenstichen und Schlangenbissen wurde Luzienwasser auf die befallene Stelle aufgetragen. Innerlich wurde Luzienwasser z. B. bei Krämpfen und krampfartigem Husten angewendet. In alten pharmazeutischen Handbüchern wird auf die Gefahr der Erblindung hingewiesen, wenn auch nur geringe Mengen der Substanz in die Augen geraten.